# Lachenalia rosea
Lachenalia rosea là một loài thực vật có hoa trong họ Măng tây. Loài này được Andrews mô tả khoa học đầu tiên năm 1803.

## Hình ảnh

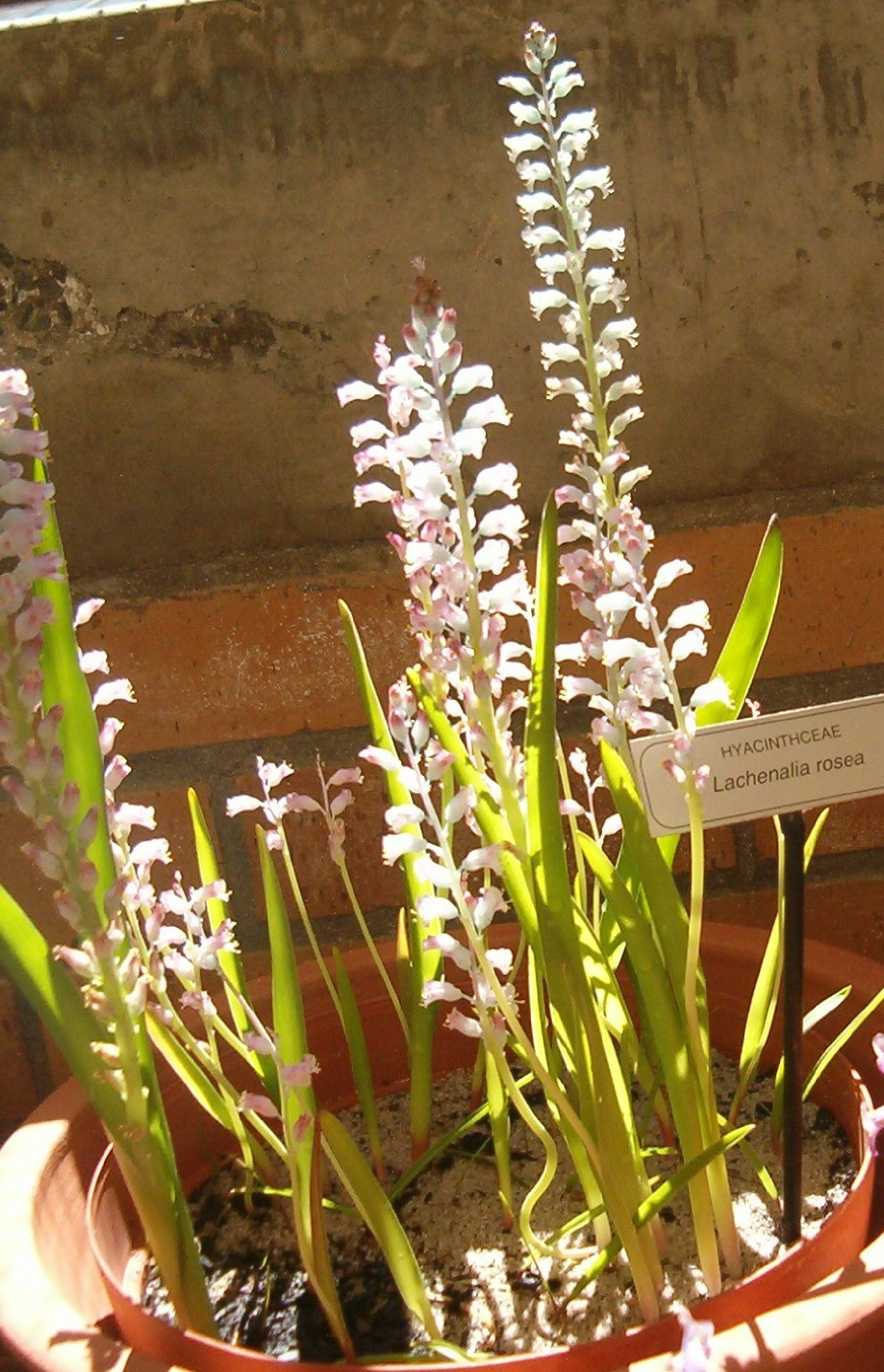
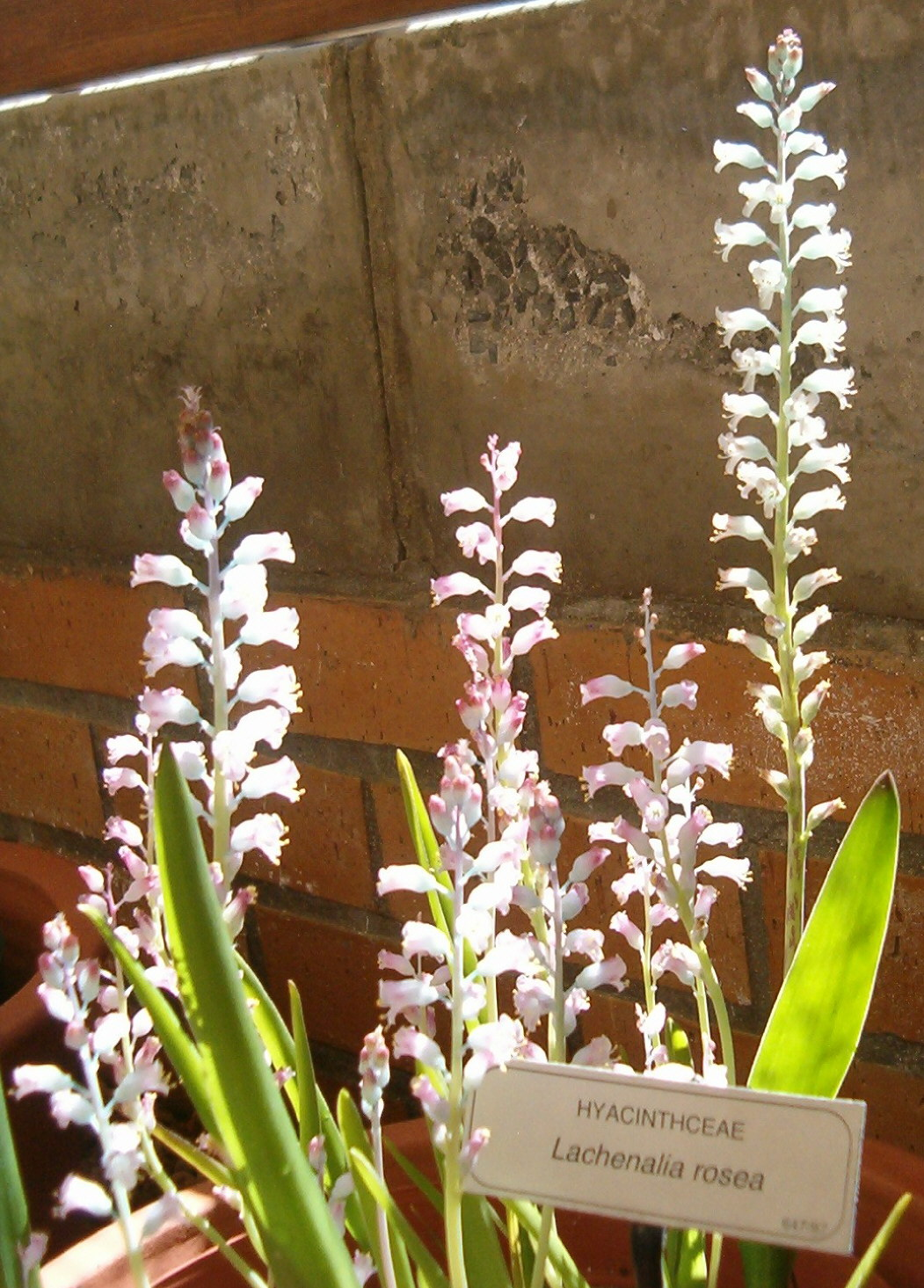